# 다카라즈카 가극단 97기생
다카라즈카 가극단 97기생은 2009년 4월에 다카라즈카 음악학교에 입학, 2011년 3월에 다카라즈카 가극단에 입단한 34명을 가리킨다.

## 개요
2009년 음악학교 수험자 수는 1106명, 합격자 40명, 경쟁률 27.75:1 이었다.
초무대 연목은 호시구미 공연 「노바 보사 노바／우연히 만나 다시」이다.
여러 조를 도는 시기를 거쳐 2012년 2월 7일자로 조배속이 되었다.
| 신인공연      | 바우홀        | 동상공연      | 에트와르        | 조장(부조장) |
| ------------- | ------------- | ------------- | --------------- | ------------ |
| 토와키 세아   | 토와키 세아   | 시로키 미레이 | 루이 마키세     | 아키나 루이  |
| 아야키 히카리 | 아야키 히카리 | 우미노 미츠키 | 시로키 미레이   |              |
| 렌 츠카사     | 시로키 미레이 |               | 하루히 우라라   |              |
| 루이 마키세   | 우미노 미츠키 |               | 우미노 미츠키   |              |
| 시로키 미레이 |               |               | 사이즈키 츠쿠시 |              |
| 하루히 우라라 |               |               | 카토리 레이라   |              |
| 우미노 미츠키 |               |               |                 |              |

## 주요 학생

### OG
- 우미노 미츠키：전 츠키구미 톱여역
- 렌 츠카사：전 츠키구미 남역
- 루이 마키세：전 소라구미 남역
- 시로키 미레이：전 하나구미 여역
- 하루히 우라라：전 하나구미 여역

### 현역
- 토와키 세아：하나구미 톱스타
- 아야키 히카리：하나구미 남역

## 일람
| 예명            | 생일      | 출신지                | 출신 학교                  | 신장(cm) | 애칭            | 역할 | 퇴단년도 | 비고                              |
| --------------- | --------- | --------------------- | -------------------------- | -------- | --------------- | ---- | -------- | --------------------------------- |
| 留依蒔世        | 6월 23일  | 효고현 아마가사키시   | 시립츠카구치중학           | 172      | 아-쨩, 마키세   | 남역 | 2022년   |                                   |
| 루이 마키세     | 6월 23일  | 효고현 아마가사키시   | 시립츠카구치중학           | 172      | 아-쨩, 마키세   | 남역 | 2022년   |                                   |
| 華鳥礼良        | 10월 17일 | 쿠마모토현 우키시     | 쿠마모토신아이죠가쿠인     | 164      | 홋시-           | 여역 | 2019년   |                                   |
| 카토리 레이라   | 10월 17일 | 쿠마모토현 우키시     | 쿠마모토신아이죠가쿠인     | 164      | 홋시-           | 여역 | 2019년   |                                   |
| 城妃美伶        | 6월 12일  | 도쿄도 스기나미구     | 후타바중학                 | 162      | YUKI, 코유키    | 여역 | 2019년   |                                   |
| 시로키 미레이   | 6월 12일  | 도쿄도 스기나미구     | 후타바중학                 | 162      | YUKI, 코유키    | 여역 | 2019년   |                                   |
| 矢吹世奈        | 5월 9일   | 효고현 니시노미야시   | 시립야마구치중학           | 169      | 마사            | 남역 | 2018년   |                                   |
| 야부키 세나     | 5월 9일   | 효고현 니시노미야시   | 시립야마구치중학           | 169      | 마사            | 남역 | 2018년   |                                   |
| 海乃美月        | 5월 18일  | 토야마현 히미시       | 시립호쿠부중학             | 163      | 에리, 우미      | 여역 | 2024년   |                                   |
| 우미노 미츠키   | 5월 18일  | 토야마현 히미시       | 시립호쿠부중학             | 163      | 에리, 우미      | 여역 | 2024년   |                                   |
| 永久輝せあ      | 8월 8일   | 도쿄도 세타가야구     | 시라유리가쿠엔고교         | 170      | 히토코          | 남역 |          |                                   |
| 토와키 세아     | 8월 8일   | 도쿄도 세타가야구     | 시라유리가쿠엔고교         | 170      | 히토코          | 남역 |          |                                   |
| 彩月つくし      | 8월 6일   | 후쿠오카현 후쿠오카시 | 시립히라오중학             | 162      | 아야, 츠쿠시    | 여역 | 2016년   | 엄마 츠쿠시노 아야 (69)           |
| 사이즈키 츠쿠시 | 8월 6일   | 후쿠오카현 후쿠오카시 | 시립히라오중학             | 162      | 아야, 츠쿠시    | 여역 | 2016년   | 엄마 츠쿠시노 아야 (69)           |
| 蓮つかさ        | 10월 25일 | 미야자키현 오오사키시 | 미야가와현후루카와고교     | 171      | 코노, 코노쨩    | 남역 | 2023년   |                                   |
| 렌 츠카사       | 10월 25일 | 미야자키현 오오사키시 | 미야가와현후루카와고교     | 171      | 코노, 코노쨩    | 남역 | 2023년   |                                   |
| 夢なつき        | 12월 2일  | 미국 뉴욕주 뉴욕시    | 라과디아하이스쿨           | 162      | 메간            | 여역 | 2013년   |                                   |
| 유메 나츠키     | 12월 2일  | 미국 뉴욕주 뉴욕시    | 라과디아하이스쿨           | 162      | 메간            | 여역 | 2013년   |                                   |
| 蒼瀬侑季        | 4월 12일  | 오사카부 이바라키시   | 쿠스노키카게고교           | 169      | 나츠키          | 남역 | 2017년   |                                   |
| 아오세 유우키   | 4월 12일  | 오사카부 이바라키시   | 쿠스노키카게고교           | 169      | 나츠키          | 남역 | 2017년   |                                   |
| 沙羅アンナ      | 9월 1일   | 오사카부 오사카시     | 테즈카야마가쿠인고교       | 162      | 놋치, 안        | 여역 | 2024년   |                                   |
| 사라 안나       | 9월 1일   | 오사카부 오사카시     | 테즈카야마가쿠인고교       | 162      | 놋치, 안        | 여역 | 2024년   |                                   |
| ひめ乃礼絵      | 5월 6일   | 도쿄도 시부야구       | 케이오기쥬쿠여자고교       | 160      | 레에            | 여역 | 2014년   |                                   |
| 히메노 레에     | 5월 6일   | 도쿄도 시부야구       | 케이오기쥬쿠여자고교       | 160      | 레에            | 여역 | 2014년   |                                   |
| 貴遠すず        | 7월 4일   | 사가현 사가시         | 사립사가류코쿠고교         | 159      | 닛시-           | 여역 | 2013년   |                                   |
| 타카토 스즈     | 7월 4일   | 사가현 사가시         | 사립사가류코쿠고교         | 159      | 닛시-           | 여역 | 2013년   |                                   |
| 綺城ひか理      | 7월 14일  | 치바현 치바시         | 시립아사히가오카중학       | 175      | 아카쨩          | 남역 |          |                                   |
| 아야키 히카리   | 7월 14일  | 치바현 치바시         | 시립아사히가오카중학       | 175      | 아카쨩          | 남역 |          |                                   |
| 秋奈るい        | 2월 9일   | 오사카부 미노오시     | 유리가쿠인고교             | 169      | 낫츠            | 남역 |          |                                   |
| 아키나 루이     | 2월 9일   | 오사카부 미노오시     | 유리가쿠인고교             | 169      | 낫츠            | 남역 |          |                                   |
| 春妃うらら      | 2월 15일  | 후쿠오카현 후쿠오카시 | 현립죠난고교               | 161      | 유카리          | 여역 | 2023년   | 언니 호시노 안리 (95)             |
| 하루히 우라라   | 2월 15일  | 후쿠오카현 후쿠오카시 | 현립죠난고교               | 161      | 유카리          | 여역 | 2023년   | 언니 호시노 안리 (95)             |
| 佳城葵          | 4월 27일  | 오카야마현 오카야마현 | 슈지츠고교                 | 169      | 야스            | 남역 |          |                                   |
| 카시로 아오이   | 4월 27일  | 오카야마현 오카야마현 | 슈지츠고교                 | 169      | 야스            | 남역 |          |                                   |
| 朝霧真          | 6월 17일  | 오사카부 사카이시     | 시립미하라다이중학         | 175      | 마코토          | 남역 | 2023년   |                                   |
| 아사기리 마코토 | 6월 17일  | 오사카부 사카이시     | 시립미하라다이중학         | 175      | 마코토          | 남역 | 2023년   |                                   |
| 雛リリカ        | 3월 3일   | 치바현 마츠도시       | 도쿄가쿠칸우라야스고교     | 163      | 산쨩            | 여역 | 2022년   |                                   |
| 히나 리리카     | 3월 3일   | 치바현 마츠도시       | 도쿄가쿠칸우라야스고교     | 163      | 산쨩            | 여역 | 2022년   |                                   |
| 夢人麻未        | 10월 14일 | 쿠마모토현 쿠마모토시 | 사립쇼케이고교             | 169      | 마이치-         | 남역 | 2012년   | 조배속 전에 퇴단                  |
| 유메토 아사미   | 10월 14일 | 쿠마모토현 쿠마모토시 | 사립쇼케이고교             | 169      | 마이치-         | 남역 | 2012년   | 조배속 전에 퇴단                  |
| 水香依千        | 10월 19일 | 시즈오카현 시즈오카시 | 현립시즈오카죠호쿠고교     | 174      | 나베나베, 닛키- | 남역 | 2022년   |                                   |
| 미즈카 이치     | 10월 19일 | 시즈오카현 시즈오카시 | 현립시즈오카죠호쿠고교     | 174      | 나베나베, 닛키- | 남역 | 2022년   |                                   |
| 凰羽みらい      | 11월 27일 | 도쿄도 하무라시       | 사립다이토가쿠엔고교       | 172      | 레이카          | 남역 | 2016년   |                                   |
| 오우하 미라이   | 11월 27일 | 도쿄도 하무라시       | 사립다이토가쿠엔고교       | 172      | 레이카          | 남역 | 2016년   |                                   |
| 紅羽真希        | 10월 20일 | 후쿠오카현 후쿠오카시 | 치쿠시죠가쿠엔고교         | 171      | 마이코츠        | 남역 |          |                                   |
| 쿠레하 마키     | 10월 20일 | 후쿠오카현 후쿠오카시 | 치쿠시죠가쿠엔고교         | 171      | 마이코츠        | 남역 |          |                                   |
| 花菱りず        | 5월 15일  | 도쿄도 세타가야구     | 후타바고교                 | 163      | 카린            | 여역 |          |                                   |
| 하나비시 리즈   | 5월 15일  | 도쿄도 세타가야구     | 후타바고교                 | 163      | 카린            | 여역 |          |                                   |
| 叶ゆうり        | 12월 10일 | 도쿄도 츄오구         | 토요에이와죠가쿠인 고등부  | 173      | 아키            | 남역 |          |                                   |
| 카노 유우리     | 12월 10일 | 도쿄도 츄오구         | 토요에이와죠가쿠인 고등부  | 173      | 아키            | 남역 |          |                                   |
| 桃堂純          | 2월 9일   | 도쿄도 시부야구       | 아오바 재팬 인터내셔널스쿨 | 175      | 모모코, 타오    | 남역 | 2021년   | 엄마 배우 마츠나 후미아케         |
| 토도 준         | 2월 9일   | 도쿄도 시부야구       | 아오바 재팬 인터내셔널스쿨 | 175      | 모모코, 타오    | 남역 | 2021년   | 엄마 배우 마츠나 후미아케         |
| 水月牧          | 11월 12일 | 사이타마현 오오사토군 | 사립혼죠히가시고교         | 171      | 마루쨩, 후-타   | 남역 | 2015년   |                                   |
| 미나츠키 마키   | 11월 12일 | 사이타마현 오오사토군 | 사립혼죠히가시고교         | 171      | 마루쨩, 후-타   | 남역 | 2015년   |                                   |
| 朝日奈蒼        | 6월 19일  | 후쿠이현 이마다테군   | 진아이여자고교             | 168      | AOI             | 남역 | 2018년   |                                   |
| 아사히나 아오이 | 6월 19일  | 후쿠이현 이마다테군   | 진아이여자고교             | 168      | AOI             | 남역 | 2018년   |                                   |
| 澤佳津伎        | 10월 15일 | 도쿄도 츄오구         | 사립히로오가쿠엔고교       | 172      | 카즈키, 사와    | 남역 | 2012년   |                                   |
| 사와 카즈키     | 10월 15일 | 도쿄도 츄오구         | 사립히로오가쿠엔고교       | 172      | 카즈키, 사와    | 남역 | 2012년   |                                   |
| 姫咲美礼        | 7월 13일  | 도쿄도 마치다시       | 케이센죠가쿠엔중학         | 159      | 아챠코          | 여역 | 2022년   |                                   |
| 히메사키 미레이 | 7월 13일  | 도쿄도 마치다시       | 케이센죠가쿠엔중학         | 159      | 아챠코          | 여역 | 2022년   |                                   |
| 彩葉玲央        | 8월 11일  | 아이치현 닛신시       | 킨죠가쿠인고교             | 171      | 아야            | 남역 | 2021년   |                                   |
| 이로하 레오     | 8월 11일  | 아이치현 닛신시       | 킨죠가쿠인고교             | 171      | 아야            | 남역 | 2021년   |                                   |
| 碧宮るか        | 5월 13일  | 효고현 니시노미야시   | 사립쿠라쿠엔중학           | 168      | 루카            | 남역 | 2019년   |                                   |
| 아오미야 루카   | 5월 13일  | 효고현 니시노미야시   | 사립쿠라쿠엔중학           | 168      | 루카            | 남역 | 2019년   |                                   |
| 水沙瑠流        | 8월 20일  | 오사카시 오사카부     | 시립한아이고교             | 167      | 루루            | 남역 | 2016년   | 후에 여역 전환                    |
| 미즈사 루루     | 8월 20일  | 오사카시 오사카부     | 시립한아이고교             | 167      | 루루            | 남역 | 2016년   | 후에 여역 전환                    |
| 舞矢聖華        | 7월 16일  | 효고현 다카라즈카시   | 시립다카라즈카중학         | 162      | 마리-           | 여역 | 2011년   | 구미마와리 도중 휴연. 그대로 퇴단 |
| 마이야 세이카   | 7월 16일  | 효고현 다카라즈카시   | 시립다카라즈카중학         | 162      | 마리-           | 여역 | 2011년   | 구미마와리 도중 휴연. 그대로 퇴단 |